# 济宁地区
济宁地区，山东省已撤消的地区，在今山东省南部。
1967年由济宁专区改称。辖济宁市及济宁、兖州、金乡、汶上、微山、鱼台、曲阜、嘉祥、泗水、邹县、滕县等县。行政公署驻济宁市。1978年滕县划归枣庄市。1983年济宁市升地级市，撤销济宁地区，辖县分别划归济宁市和泰安地区。